# Pius I
Pius I, född möjligen i Aquileia, var påve i Rom från omkring 140 till 154 (enligt Annuario Pontificio 2003 påve från 142 eller 146 till 157 eller 161). 
Pius I helgonförklarades och har i Romersk-katolska kyrkan den 11 juli som minnesdag. 

## Biografi
Det förekommer flera uppgifter om Pius, till exempel om hur länge hans pontifikat varade, samt vem hans far och bror var, som är ifrågasatta. Enligt Liber Pontificalis hette hans far Rufinus, vilket Catholic Encyclopedia tillbakavisar som en efterhandskonstruktion av författaren som ville knyta Pius till Rufinus av Aquileia. Liber Pontificalis gör också gällande att hans bror var Hermas herden, som enligt andra källor föddes som slav men blev fri, ett släktskap som också betvivlas i Catholic Encyclopedia. Likaså ifrågasätts att Pius skulle ha grundat kyrkorna titulus Pudentis (ecclesia Pudentiana) och titulus Praxedis, men möjligen hade Pius sitt biskopssäte vid den förra kyrkan, även om uppgiften inte kan säkerställas historiskt.
Under Pius pontifikat genomlevde kyrkan flera schismer med bland annat gnostiker, och Pius uteslöt Markion från kyrkogemenskapen.